# Gino Stacchini
Gino Stacchini (San Mauro Pascoli (Forlì), 18 de febrero de 1938) es un exfutbolista italiano.

## Vida
Llegado a la Juventus de Turín con apenas 17 años como sucesor de Ermes Muccinelli (uno de los grandes jugadores del club y del fútbol italiano, a quien admiraba) por indicación de “Il Puppanti” Sandro Puppo (quien impulsó el trabajo de menores), debutó en la Serie A como ala izquierda el 1 de abril de 1956 en un empate a 1 contra el Atalanta, distinguiéndose por usar siempre con la camiseta número once del club junto a compañeros de la talla de Giampiero Boniperti, John Charles y Enrique Omar Sívori. También rindió como ala derecha.
Con la selección italiana debutó el 13 de diciembre de 1958 en un empate entre Italia y Checoslovaquia (la actual República Checa) 1-1. Jugó su último partido internacional con Italia el 15 de junio de 1961 con victoria 4-1 ante Argentina. Por la Nazionale jugaría 6 partidos y anotaría 3 goles.
Jugó en la Juve por espacio de trece temporadas, entre 1955 y 1967, disputando 286 partidos y anotando 59 goles hasta 1967, año en que se marchó al Cesena, donde concluyó su carrera deportiva.

## Trayectoria
- Juventus FC (1955-1967).
- Cesena (1967).

## Palmarés
- 4 Scudettos (1958, 1960, 1961 y 1967).
- 3 Copas de Italia (1959, 1960 y 1965); todas con la Juventus FC.

## Curiosidades
- En su época causó gran controversia un ‘affaire’ que tuvo con la presentadora Raffaella Carrà.